# Вёза
Вёза — река в России, течёт по территории Лешуконского района Архангельской области и Удорского района Республики Коми. Левый приток реки Мезень.
Длина реки составляет 20 км.
Генеральным направлением течения является северо-восток.

## Данные водного реестра
По данным государственного водного реестра России относится к Двинско-Печорскому бассейновому округу, водохозяйственный участок реки — Мезень от истока до водомерного поста у деревни Малонисогорская. Речной бассейн реки — Мезень.
Код объекта в государственном водном реестре — 03030000112103000044640.